# Западна Пруска
Западна Пруска или Прусија је у два наврата била провинција Пруске државе. Прво од 1773. до 1829. године и касније од 1878. до 1920. године. Оба пута главни град је био Данциг. Настала је од пољско литванске заједнице припојене у првој подели Пољске. Западна Пруска је распуштена 1829. године и спојена са Источном Пруском да би се формирала провинција Пруска, али је поново установљена 1878. године када је спајање поништено и постала је део Немачког царства.
Од 1918. године Западна Пруска је била провинција Слободне Државе Пруске у оквиру Вајмарске Немачке, изгубивши већину своје територије од Друге Пољске Републике и Слободног града Данцига Версајским уговором. 
Провинција је била верско и етнички разнолика услед имиграције током векова, а после освајања од стране Тевтонских витезова област је колонизована немачком популацијом која постаје најбројнија етничка група све до распада 1920. године.
1939. године је нацистичка Немачка освојила област и населила 130.000 немачких колониста, док је преко 150.000 пољака и јевреја протерано, убијено или послато у концентрационе логоре. Касније је већина немачких колониста побегла из области услед напредовања Црвене армије на Источном фронту. Након рата сва окупирана подручја су враћена Пољској након Постдамске конференције.